# Carl Schwalb
Carl Josef Schwalb, auch Karl Josef Schwalb, (* 22. Oktober 1842 in Deutsch-Kralup, Bezirk Komotau (Königreich Böhmen); † 5. Juli 1917 in Prasseditz (Prosetice), Teplitz-Schönau) war ein deutschböhmischer Lehrer und Autor, der sich u. a. mit der Erfindung einer „Begriffsschrift“ und der Erforschung von Pilzen beschäftigte.

## Leben und Wirken
Er war der Sohn des promovierten Chirurgen Wenzel Schwalb. In Komotau besuchte er das Gymnasium. Nach dem Wunsch seiner Eltern sollte er Förster werden, doch schlug er nach seinem Militärdienst eine Lehrerausbildung ein. Schwalb wurde zunächst Volksschullehrer und später Schulleiter im Bezirk Böhmisch-Leipa. Nach dem Erreichen des Ruhestandes ließ er sich in Dresden-Neustadt nieder.
Seit seiner Jugend beschäftigte er sich mit wissenschaftlichen Arbeiten und interessierte sich besonders für die Erfindung einer „Begriffsschrift“, mit der er über 40 Jahren beschäftigt war. Daneben widmete er sich intensiv den verschiedenen Pilzarten. Seine Pilzsammlungen wurden mehrfach prämiert.
Er war korrespondierendes Mitglied des Vereins der Naturfreunde in Reichenberg.

## Schriften
- Die naturgemässe Conservierung der Pilze mit einer einleitenden Excursion behufs Einführung in die Pilzkunde. Verlag von A. Pichler’s Witwe & Sohn, Wien 1889, Digitalisat.
- Das Buch der Pilze. Beschreibung der wichtigsten Basidien- und Schlauchpilze mit besonderer Berücksichtigung der essbaren und giftigen Arten. Pichler, Wien 1891.
- Ethische und philosophische Betrachtungen auf empirischer Grundlage. Verlag von „Stern’s Literarischem Bulletin der Schweiz“, Zürich & Leipzig 1897, Digitalisat
- Welt, Gott und Menschengeist. Eine populär-philosophische Darstellung. Selbstverlag, Prasseditz b. Teplitz 1914

- Mycologische Beobachtungen aus Böhmen. (Speciell für das Jahr 1891.). In: Lotos – Zeitschrift fuer Naturwissenschaften. Band 41, 1893, S. 43–56, Digitalisat.
- Mycologische Stadien im Böhmerwalde im Jahre 1892. In: Lotos – Zeitschrift fuer Naturwissenschaften. Band 42, 1894, S. 175–192, Digitalisat.
- Mycologische Mittheilungen aus Böhmen. Speciell aus dem Riesengebirge und den Ausläufern des deutschen Mittelgebirges und des Isergebirges. In: Lotos – Zeitschrift fuer Naturwissenschaften. Band 43, 1895, S. 92–112, Digitalisat.
- Aus meiner mycologischen Sammelmappe. In: Mittheilungen aus dem Vereine der Naturfreunde in Reichenbach. Band 27, 1896, S. 1–16.